# Пиеве Сан Джакомо
Пиѐве Сан Джа̀комо (на италиански: Pieve San Giacomo, на местен диалект: Pièef San Giàcum, Пиееф Сан Джакум) е село и община в Северна Италия, провинция Кремона, регион Ломбардия. Разположено е на 39 m надморска височина. Населението на общината е 1585 души (към 2016 г.).